# Philip Roth
Philip Milton Roth (født 19. marts 1933 i Newark, New Jersey, død 22. maj 2018) var en amerikansk romanforfatter af galicisk-jødisk baggrund. Han fik tidligt litterær berømmelse med sin debutbog Goodbye, Columbus fra 1959 (dansk: Farvel, Columbus, oversat 1965 af Elsa Gress).
Hans mest populære roman er Portnoy's Complaint fra 1969 (dansk: Portnoys genvordigheder, oversat 1969 af Arne Herløv Petersen). I 1997 vandt han Pulitzerprisen for romanen American Pastoral (dansk: Amerikansk pastorale, oversat 1999 af Peter Rønnov-Jessen).
Philip Roths seneste danske udgivelse er romanen Exit genfærd fra efteråret 2008, oversat fra den amerikanske originaludgave Exit Ghost.